# Rajpipla
Rajpipla (Rajpeepla) fou un estat tributari protegit a l'agència de Rewa Kantha, presidència de Bombai. la superfície era de 2.997 km² i la capital Rajpipla (ciutat). Limitava al nord amb el grup de Mehwas i el riu Narmada; a l'est amb els estats Mehwas de Khandesh; al sud amb Baroda i el districte de Surat; i a l'oest amb el districte de Broach. Mesurava entre 67 km de llarg (nord a sud) i 96 d'ample. Gran part de l'estat formava part de la zona de les muntanyes Satpura a la part coneguda com a Rajpipla Hills amb uns 900 metres d'altura. Els rius principals eren el Narmada, el Karjan, i el Tapti. La població era:
- 1872: 120.036
- 1881: 114.756
- 1891: 171.771
- 1901: 117.175
- 1931: 206.086

La principal ciutat era Nandod, la capital, i hi havia 651 pobles. Més del 80% eren hindús i un 5% musulmans i un 15% animistes, principalment bhils.

## Història
La família reial tindria origen en un tal Chokarana, fill de Saidawat, Raja d'Ujjain, un rajput del clan paramara que enfrontat al seu pare va abandonar el país i es va establir al poble de Pipla a la part inaccessible de les muntanyes a l'oest de Nandod. L'única filla de Chokarana es va casar a Moker o Mokheraj, un rajput del grup gohel, que residia a l'illa de Premgar o Piram al golf de Cambay. Mokheraj va tenir amb aquesta filla dos fills, Dungarji i Gemarsinghji (Kumar Shri Samarsinhji Mokhdaji). El primer va fundar Bhaunagar i després va succeir a Chokarana. Mokheraj seria el thakur Mokhdaji Ranoji de Gogha (1309-1347, després prínceps de Bhaunagar).
Des de vers 1370, la dinastia gohel va governar Rajpipla. El sultans musulmans de Gujarat tenien un acord amb el raja per l'aportació per aquest de mil soldats infants i 300 cavallers i aquest acord va restar en vigor fins a la conquesta de Gujarat per Akbar el 1573, quan al raja li fou imposat un tribut de 35.500 rupies en lloc dels soldats. Aquest tribut es va pagar fins al final del regnat d'Aurangzeb, però després ja foren irregulars i quan fou possible es va eludir. Damaji Rao Gaikwar de Baroda (1732 - 1768) va aconseguir ja avançat el seu regnat, assegurar-se la meitat del territori de quatre de les subdivisions, just la part més fèrtil del país. Aquestes terres foren retornades a canvi d'un pagament d'un tribut de quaranta mil rupies al Gaikwar quantitat més tard apujada a 92.000 rupies. Conflictes interns i externs a l'estat van porrtar a la intervènció britànica. El 1821 hi havia dos pretendents i el considerat legitim pels britànics, Verisalji, fou posat al tron per aquestos (octubre). Per un acord del 1823 l'estat passava a pagar un tribut anual de 50.001 rupies al Gaikwar però amb el benentès que en anys de fam o desgràcia no es cobraria. A causa de mal govern l'estat fou posat sota administració d'un oficial britànic al costat del raja i del 1887 al 1897 només de l'oficial britànic.
A Ratanpur, a uns 25 km de Broach, hi havia unes mines; en aquest lloc els marathes van derrotar els mogols el 1705.

## Govern i dministració
El sobirà portava el títol de maharana i gaudia de salutació d'onze canonades; va rebre sanad autoritzant l'adopció. La successió seguia l'ordre de primogenitura.
Administrativament l'estat estava distribuït en parganes, cadascuna amb un thanadar al front. La força militar era de 111 homes i 239 policies.

## Llista de maharanes
- Diversos sobirans 1360 a vers 1700
- Chatrasalji ?-mort abans de 1705
- Mota Verisalji I vers 1705 a 1715
- Jitsinhji vers 1715 - 1754
- Pratapsinhji 1754 - 1764
- Raisinhji 1764 - 1786
- Ajabsinhji 1786 - 1803 
  - Naharsinhji, Regent 1793 – 1803 (fill)
- Ramsinhji 1803 - 1810 (fill d'Ajabsinghji i germà de Naharsinhji)
- Naharsinhji 1810 - 1821 (abans regent)
- Pratapsibnhji 1810-1819 (fill adoptiu de Ramsinghji)
- Varisalji II 1821 – 1860 (fill de Naharsinghji)
- Gambhirsinhji 1860 - 1897 (fill)
- Chhatrasinhji 1897 - 1915 (fill)
- Vijayasinhji Chhatrasinhji 1915 – 1948 (fill, des de 1921 maharajà, + 1951)

## Bandera
La bandera era rectangular, proporció almenys 2:1, partida hortitzontalment en porpra o lila sobre blanc.